# Åh, en så'n grabb
Åh, en så'n grabb är en svensk komedifilm från 1939 i regi av Ivar Johansson. I huvudrollerna ses Elof Ahrle och Sickan Carlsson.

## Handling
Filmen handlar om Loffe (Elof Ahrle) som är bilmekaniker i ett stort garage och bland hans favoritkunder är familjen Blomberg, bestående av konsul Blomberg (Gösta Cederlund) med hustru (Elsa Carlsson) och döttrarna Eva (Sickan Carlsson) och Marianne (Eivor Landström) samt sonen Carl-Bertil (Willy Peters). Marianne har lämnat in sin bil till reparation och den hade omfattande skador, vilket Loffe påpekar samt kompletterar med en lektion i trafikvett mot vilket Marianne reagerar mycket skarpt.
Loffe svärmar för konsulns dotter Eva, som skulle vilja lära sig köra bil och frågat Loffe om hon skulle kunna undervisa henne.
Loffe hjälper familjen Blomberg med och utan deras vetskap genom att låna ut pengar när det fattas pengar i konsul Blombergs företag när konsuln befinner sig utomlands samt genom att ta sonen Carl-Bertils plats när han försökt köra ifrån polisen kraftigt berusad. När Eva inser vilken reko kille Loffe är uppstår ljuv musik...

## Om filmen
Filmen hade premiär den 25 oktober 1939 på biograferna Aveny vid S:t Eriksplan och Lorry vid Birger Jarlsgatan i Stockholm. Åh, en så'n grabb har visats i SVT, bland annat 1995, 2001, i juli 2019 och i oktober 2021.

## Rollista
- Elof Ahrle – Loffe Larsson, bilmekaniker
- Gösta Cederlund – Blomberg, konsul
- Elsa Carlsson – fru Blomberg
- Sickan Carlsson – Eva Blomberg, deras dotter
- Eivor Landström – Marianne Blomberg, deras dotter
- Willy Peters – Carl-Bertil Blomberg, deras son
- Åke Engfeldt – Kurre Lindberg, bilmekaniker
- Allan Bohlin – Gunnar Lundgren
- Erik "Bullen" Berglund – Bengtsson, kamrer
- Artur Cederborgh – garageägare
- Eric Laurent – konstapel Eriksson
- Margit Agrell – Greta, Carl-Bertils sällskap
- Marianne Öhman – Blombergs husa
- Bob Larny – kapellmästare på Skansen

## Musik i filmen
- "Palais Stroll (Kom ska' du få vara me')", kompositör och engelsk text Ronnie Blake och Paul Remy, svensk text Kar de Mumma och Roni, sång Elof Ahrle och Sickan Carlsson
- "En sjöman älskar havets våg", text Ossian Limborg
- "Big Bob Special", kompositör Bob Larny, instrumental

## DVD
Filmen gavs ut på DVD 2015.